# Regionalverkehr Oberbayern

Drittes Logo der RVO (ab 2009)

Zweites Logo der RVO (1990er Jahre)

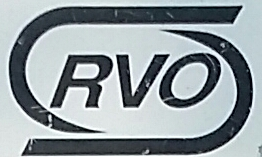
Erstes Logo der RVO (ab 1976)

Die Regionalverkehr Oberbayern GmbH (RVO) mit Sitz in München ist eine der regionalen Omnibusgesellschaften, die 1976 durch den Zusammenschluss der Omnibusdienste der Deutschen Bundesbahn und der Deutschen Bundespost entstanden und ist eine hundertprozentige Tochtergesellschaft der DB Regio AG und untersteht strategisch der DB Regio Bus (früher DB Stadtverkehr). Seit dem 1. Februar 2009 tritt das Unternehmen unter dem Markennamen DB Oberbayernbus auf.

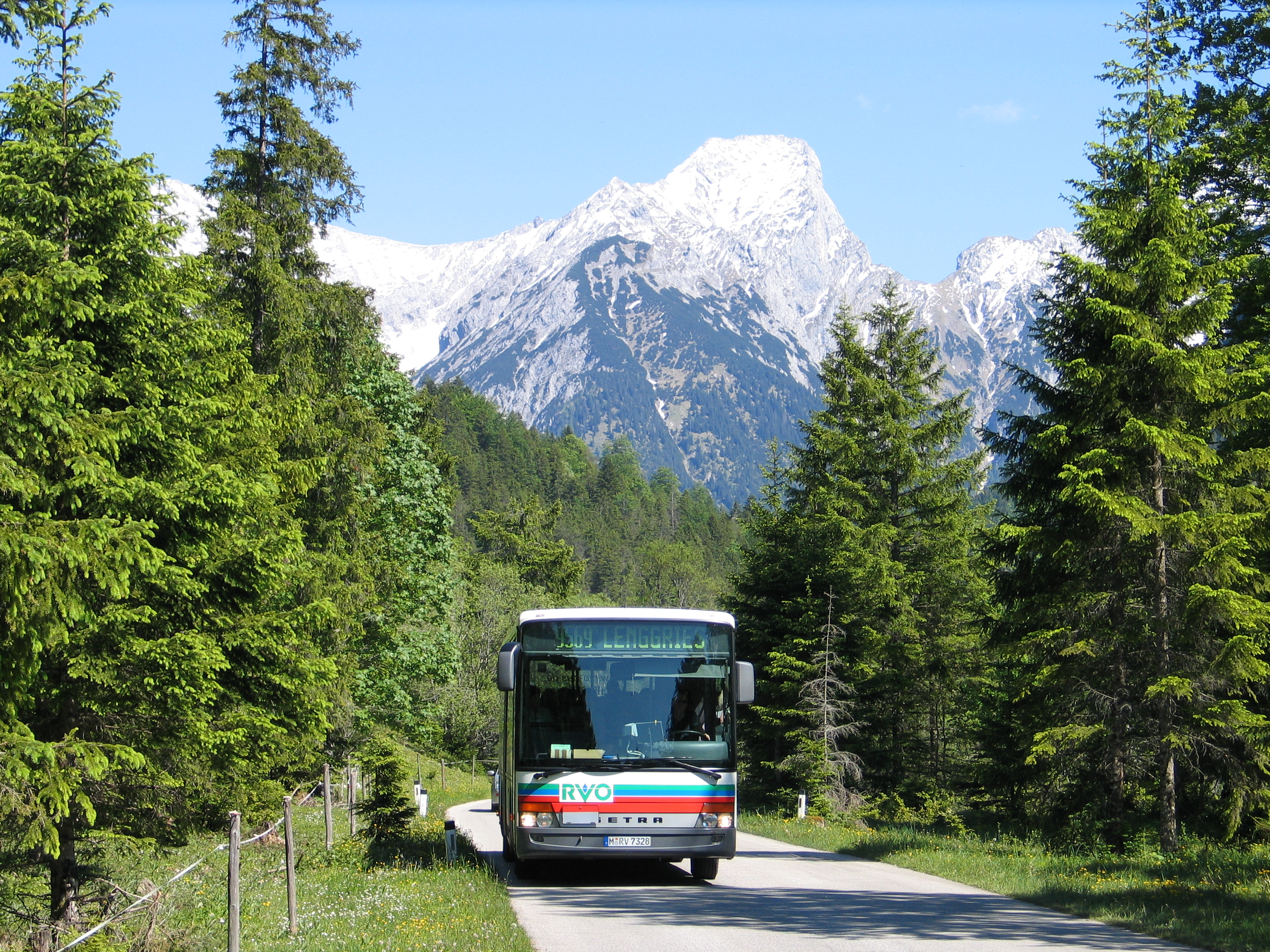
RVO-Bus im Rißtal (Karwendel) vor der Schaufelspitze

RVO bedient weite Teile Oberbayerns sowie einige angrenzende Gebiete. Dazu zählen auch Buslinien ins angrenzende Österreich, die im Bundesland Salzburg im Rahmen des Salzburger Verkehrsverbundes betrieben werden bzw. in das Bundesland Tirol und das Bundesland Vorarlberg führen.

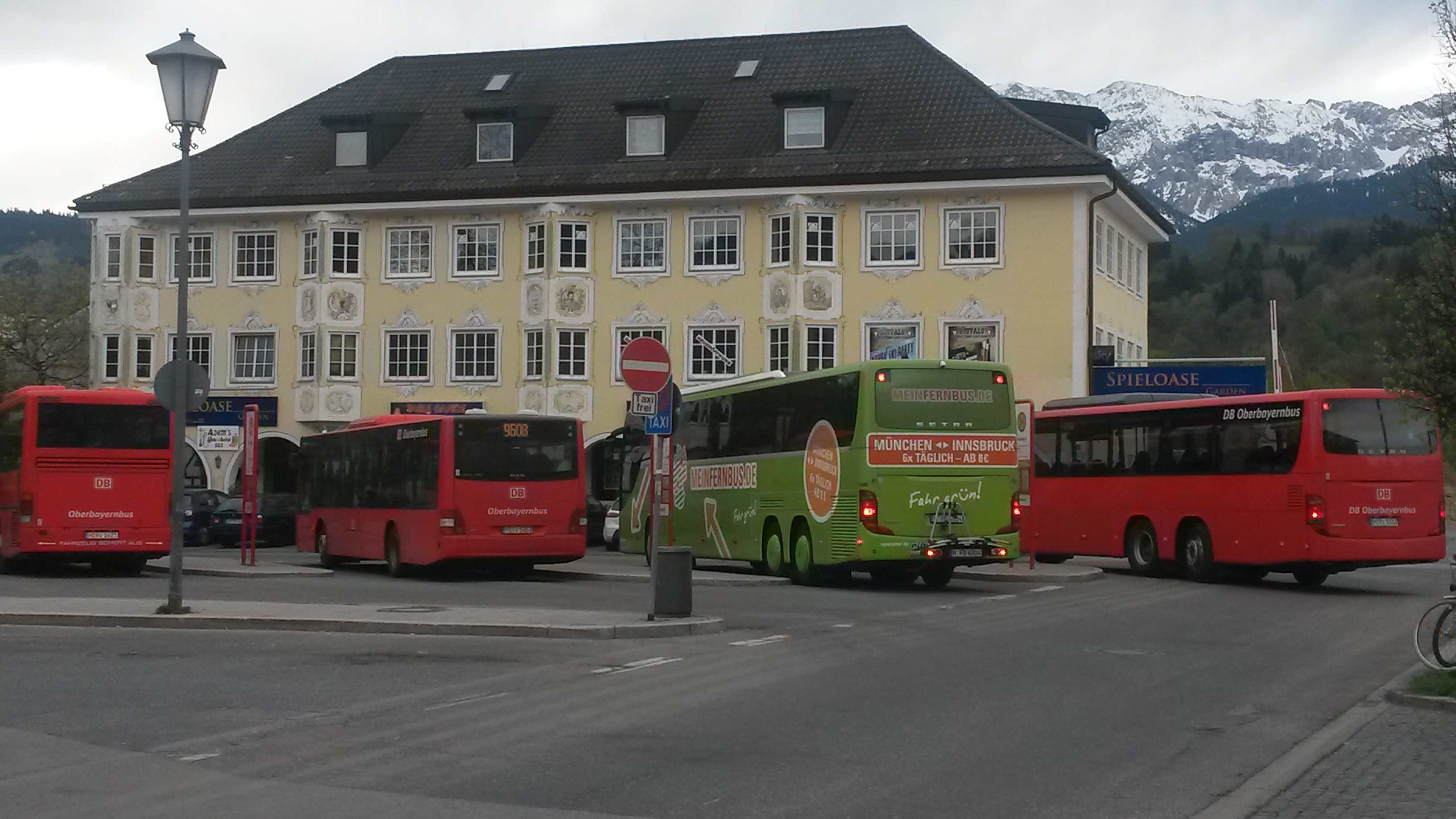
Busse am ZOB in Garmisch-Partenkirchen im Jahr 2015

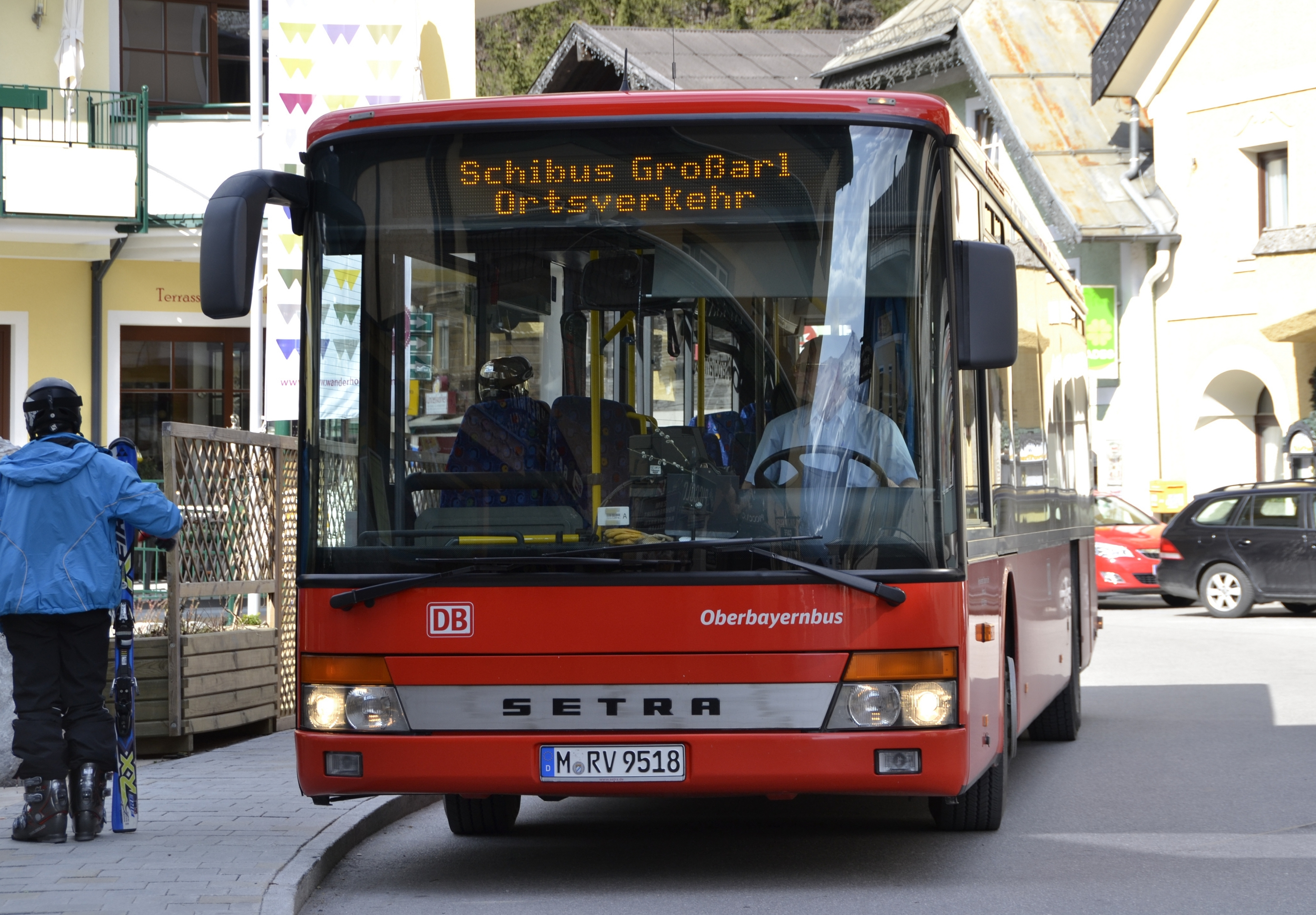
DB Oberbayernbus als Skibus in Großarl

Das Unternehmen ist mit 70 Prozent an der Regionalverkehr Allgäu GmbH (RVA) in Oberstdorf beteiligt.

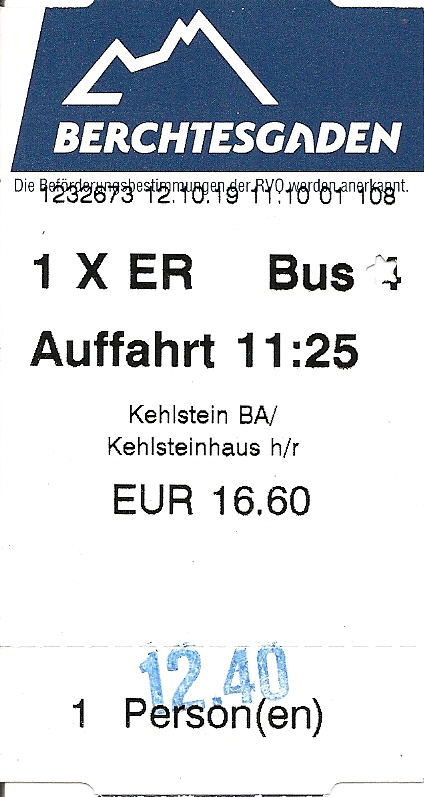
Busfahrkarte der RVO (Kehlsteinhaus)

Mit der Linie 849 (Kehlsteinhaus) wird durch die RVO der höchstgelegene Linienverkehr Deutschlands bedient.

## Geschichte
1905 wurde der Linienverkehr Bad Tölz – Lenggries durch die Königlich Bayerische Post aufgenommen, 1907 der Linienverkehr Berchtesgaden – Hintersee. Die Reichspost begann 1930 einen Linienverkehr in das österreichische Kleinwalsertal. 1938 wurde die letzte Pferdekutsche in Oberbayern auf der Linie Holzkirchen – Dietramszell außer Dienst gesetzt. Die Deutsche Bundespost begann 1949 mit Kehlsteinverkehr. 1976 wurden die Busdienste von Bundespost und Bundesbahn in Oberbayern zur Regionalverkehr Oberbayern GmbH zusammengelegt.

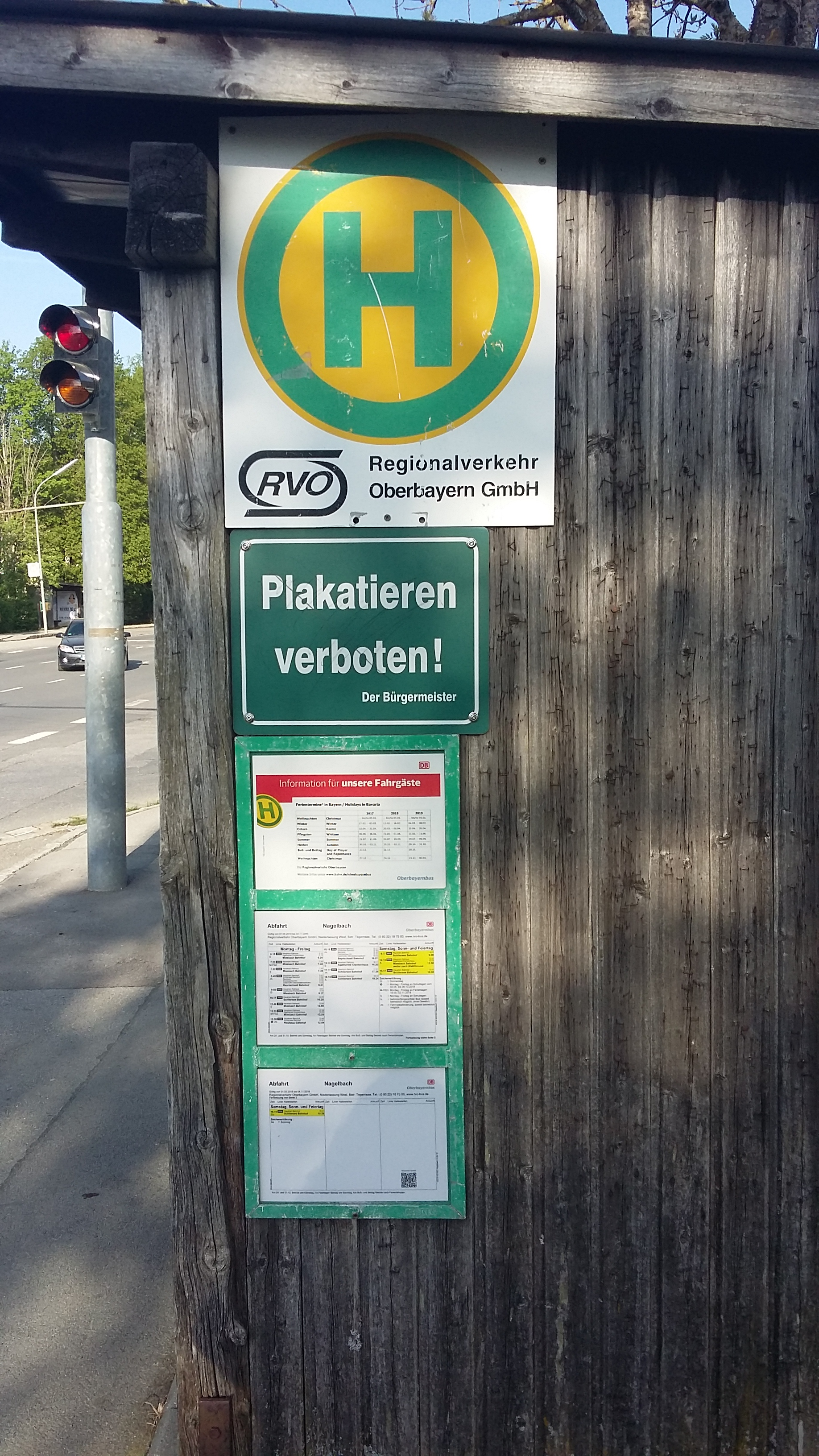
Haltestelle von DB Oberbayernbus in Hausham-Nagelbach mit Logo aus dem Jahr 1976 (2018)

Der Betriebshof Wolfratshausen wurde 1983 in Betrieb genommen, 1984 die Betriebshöfe Weilheim, Reit im Winkl und Berchtesgaden, 1986 Traunstein, 1987 Erding und Rosenheim, 1995 Füssen und 1996 Garmisch-Partenkirchen. Folgende Firmen wurden übernommen: 1984 Kraftverkehrsgesellschaft Tegernsee mbH und 1996 Greilinger Gertraud GmbH & Co KG in Traunstein sowie zum Jahreswechsel 2023 das Busgeschäft der Firma Reiter in Aschau im Chiemgau. Der Erwerb weiterer Betriebshöfe erfolgte 1987 in Oberstdorf, 1997 in Bad Tölz und 2005 in Tegernsee. Die letzten Kraftpostlinien in Deutschland wurden 1985 übernommen und die Regionalverkehr Allgäu GmbH (RVA) gegründet. 1992 begann der Linienverkehr mit Deutschlands erster dauerhaft betriebener Elektrobuslinie in Oberstdorf (bis 1997).

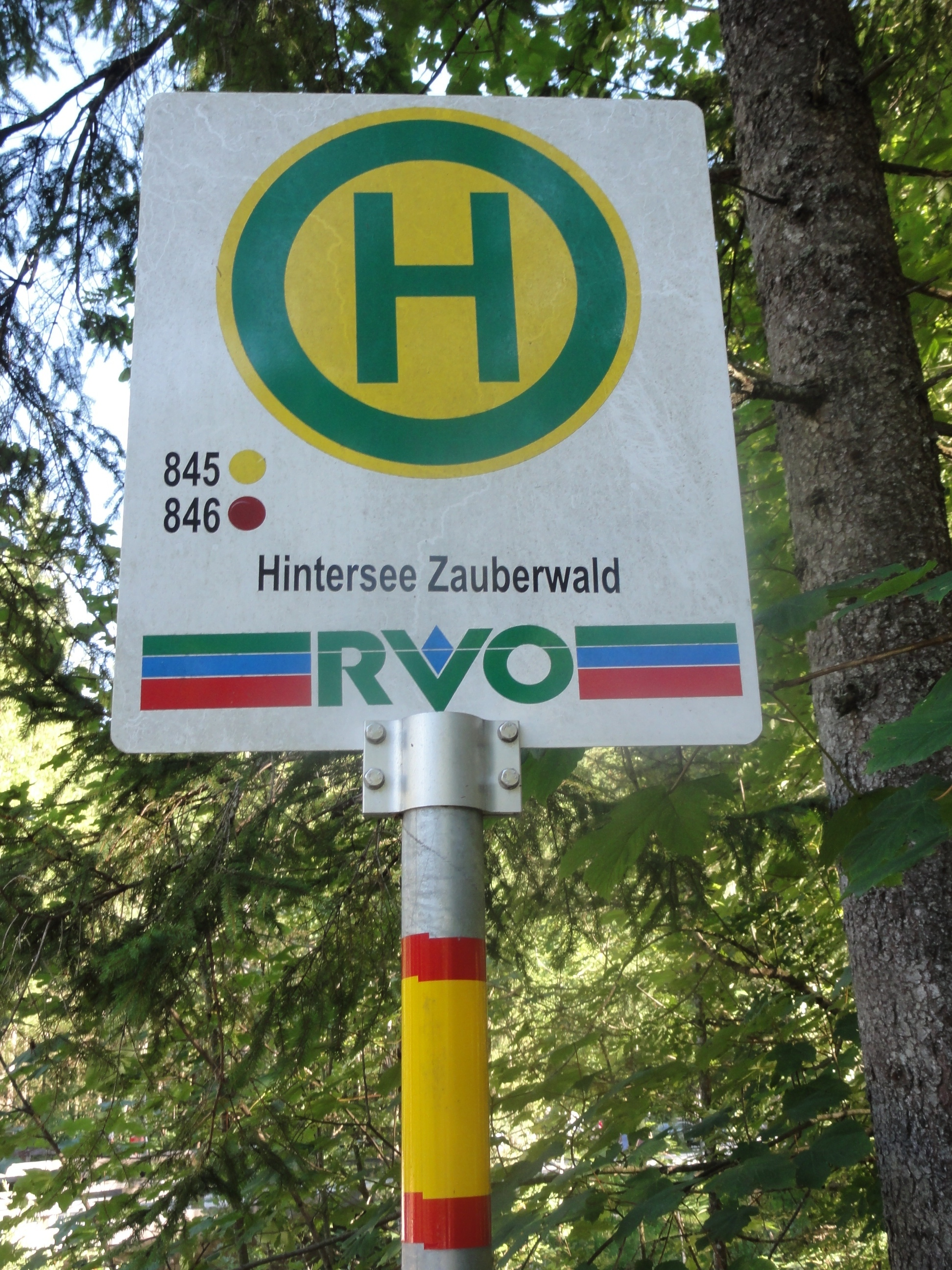
RVO-Haltestelle mit Logo aus den 1990er Jahren

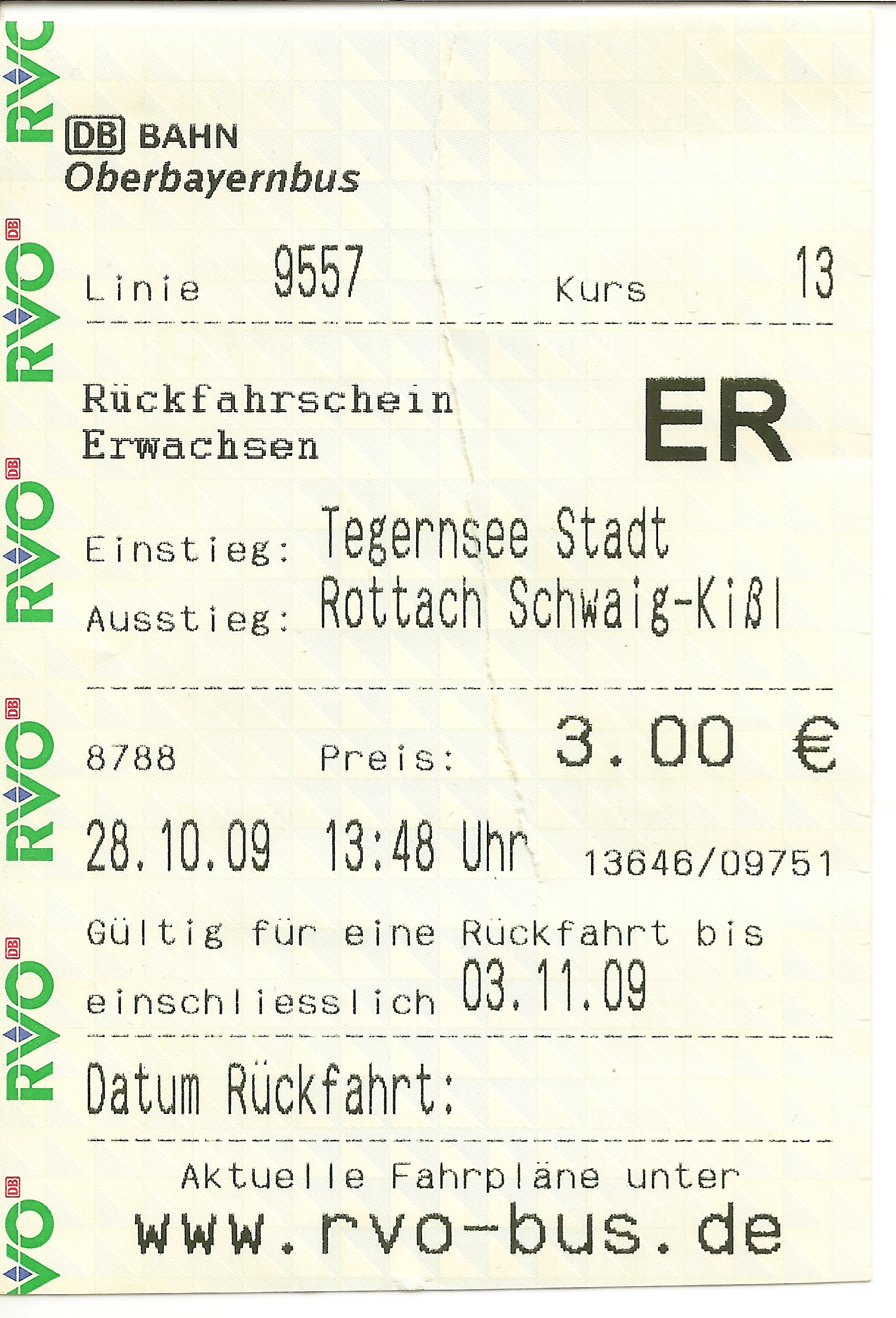
Fahrschein Tegernsee – Rottach aus dem Jahr 2009

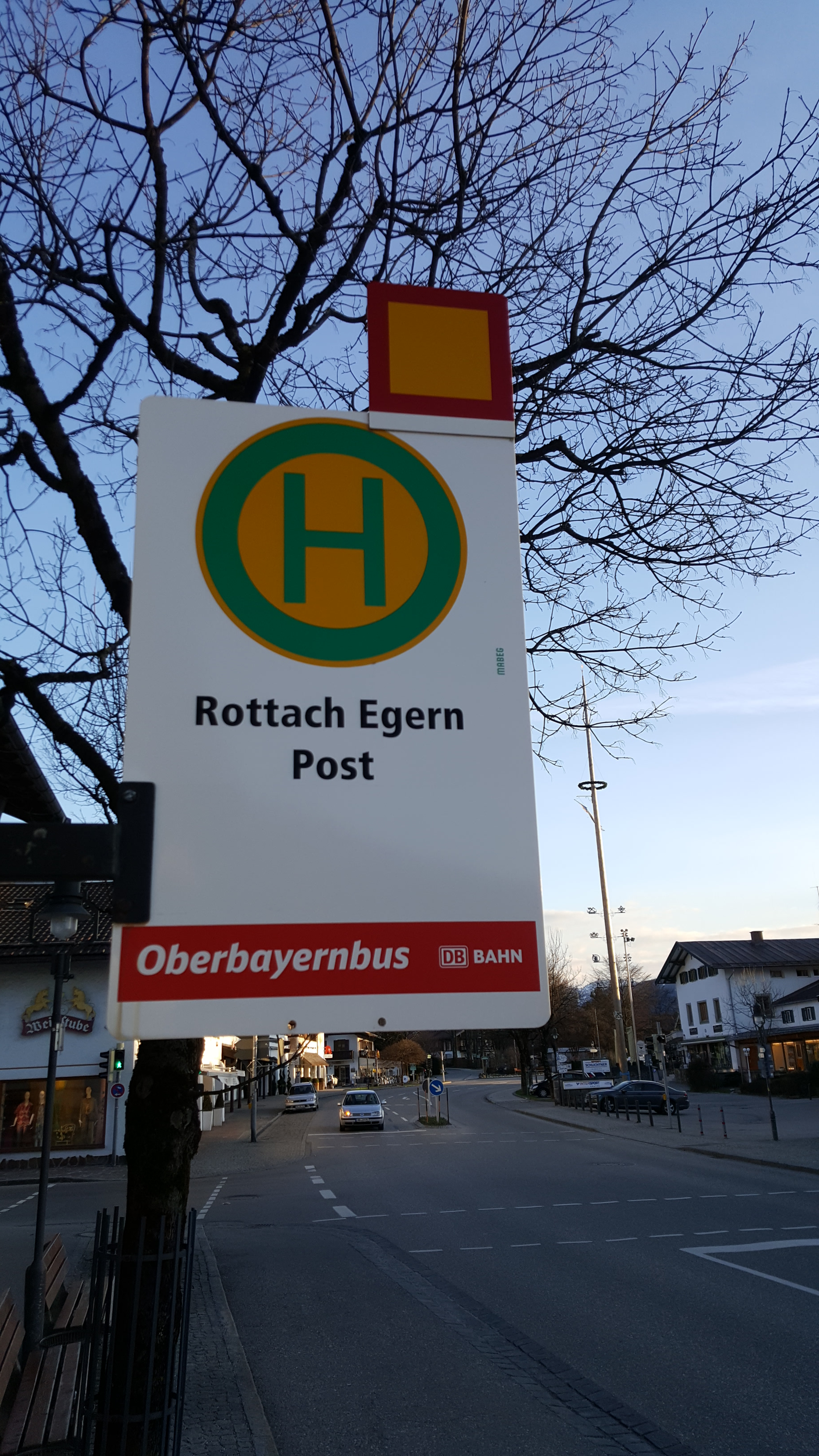
Modernes Haltestellenschild in Rottach

## Geschäftsfelder
DB Oberbayernbus betreibt
- Linienverkehr (eigenwirtschaftlich und im Auftrag von Gemeinden, Kreisen, des MVV sowie anderer Unternehmen),
- Schülerverkehr,
- Berufsverkehr (u. a. für BMW und Roche),
- Gelegenheitsverkehr und
- Schienenersatzverkehr (SEV).

Im MVV-Gebiet werden ca. 20–25 % der Leistungen durch DB Oberbayernbus erbracht.

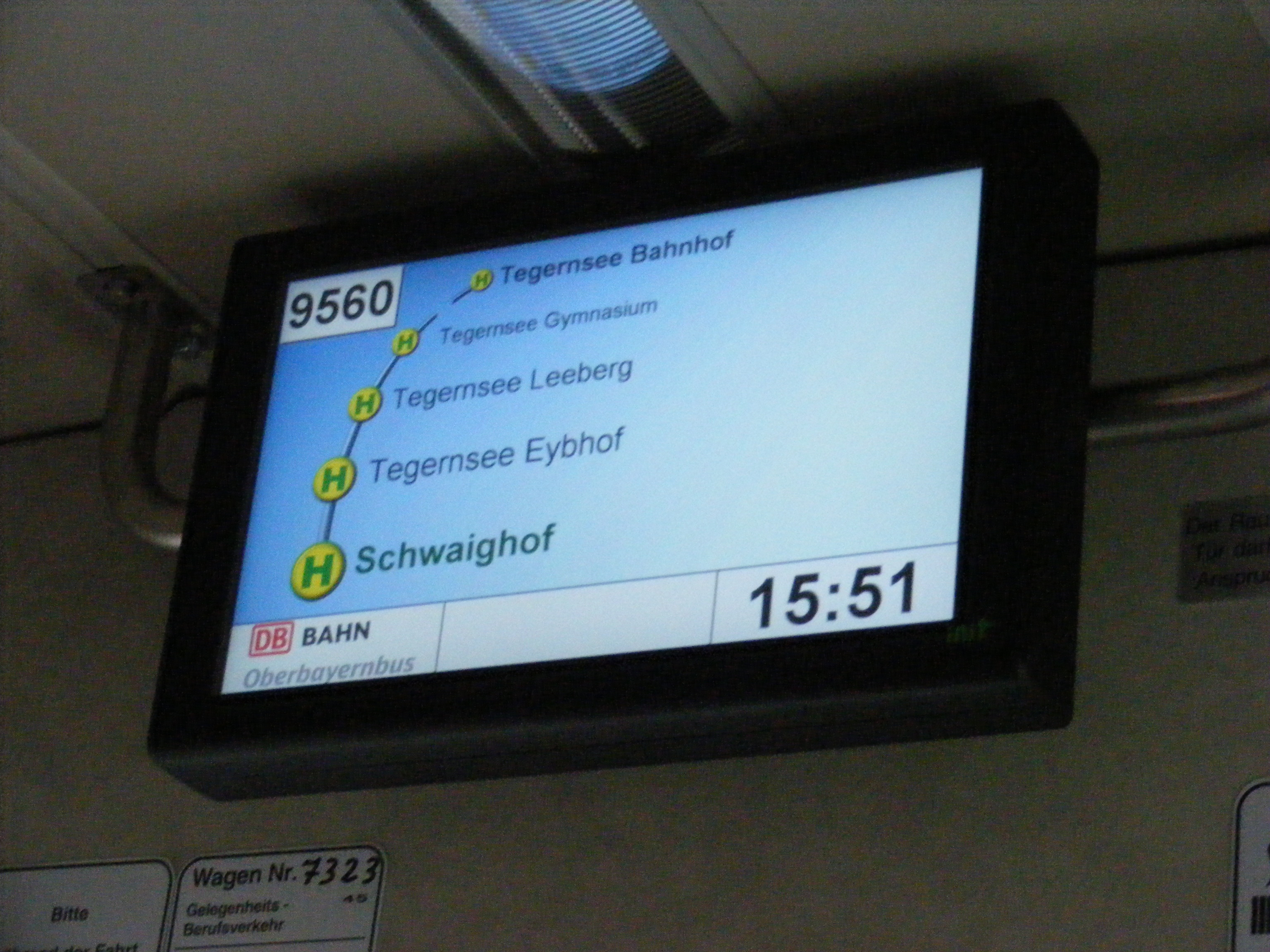
Modernes TFT-Display zur Haltestellenanzeige

## Linienverzeichnis

### Legende
XXXRegional- oder Stadtbuslinie
XXXFlexible Bedienform
XXXNachtlinie
XXXSchülerlinie
XXXSaisonlinie
xxxMVV-Linie

## Ostallgäu
- 71OVG Füssen – Weißensee – Pfronten – Nesselwang (Teilstrecke)
- 71mona Kempten – Obergünzburg
- 72 Füssen – Lechbruck – Steingaden
- 72/73 Roßhaupten – Halblech – Roßhaupten (Teilstrecke)
- 73 Füssen – Schwangau – Halblech – Steingaden (Garmisch-Partenkirchen)
- 74 Füssen – Reutte
- 75 Kaufbeuren – Friesenried – Lauchdorf (Großried)
- 76 Kaufbeuren – Obergünzburg
- 77 Obergünzburg – Ronsberg – Sontheim
- 78 Füssen – Schwangau – Hohenschwangau – Tegelbergbahn – Schwangau – Hohenschwangau – Füssen
- 81 Füssen – Oberstdorf

## Münchenund Region
- 231 Ismaning – Studentenstadt (Gemeinschaftslinie mit DB Regio Bus Bayern, Bedienung durch RVO)
- 231V Unterföhring, Siedlerstraße – Ismaning (Gemeinschaftslinie mit DB Regio Bus Bayern, Bedienung durch RVO)
- 233 Unterföhring, Rivastraße – Studentenstadt (Gemeinschaftslinie mit DB Regio Bus Bayern, Bedienung durch RVO)
- 234 Messestadt West – Feldkirchen – Aschheim – Unterföhring (Gemeinschaftslinie mit DB Regio Bus Bayern, Bedienung durch RVO)
- 234V Messestadt Ost – Feldkirchen – Aschheim, Realschule (Gemeinschaftslinie mit DB Regio Bus Bayern, Bedienung durch RVO)
- 236 Fischerhäuser – Ismaning, Waldorfschule (Gemeinschaftslinie mit DB Regio Bus Bayern, Bedienung durch RVO)
- 240 Höhenkirchen-Siegertsbrunn – Harthausen – Grasbrunn – Neukeferloh, Bahnhofstraße (Gemeinschaftslinie mit DB Regio Bus Bayern, Bedienung durch RVO)
- 240V Harthausen – Grasbrunn – Neukeferloh – Vaterstetten / Haar (Gemeinschaftslinie mit DB Regio Bus Bayern, Bedienung durch RVO)
- 242 Haar Bahnhof – Ottendichl – Salmdorf – Gronsdorf Bahnhof (Gemeinschaftslinie mit DB Regio Bus Bayern, Bedienung durch RVO)
- 242V Gronsdorf – Ottendichl – Haar (Gemeinschaftslinie mit DB Regio Bus Bayern, Bedienung durch RVO)
- 243 Haar, Lise-Meitner-Weg – Haar Bahnhof – Neukeferloh – Baldham, Realschule (Gemeinschaftslinie mit DB Regio Bus Bayern, Bedienung durch RVO)
- 370 Geretsried, Stein – Feuerwehrschule – Schulzentrum – Wolfratshausen Bahnhof
- 370V Geretsried, Am Stern – Wolfratshausen Bahnhof
- 371 Deisenhofen – Endlhausen – Dietramszell – Ascholding – Geretsried (Gemeinschaftslinie mit Firma Geldhauser, Bedienung durch Firma Geldhauser)
- 371V Dietramszell – Ascholding, Kirche – Geretsried, Schulzentrum (Gemeinschaftslinie mit Firma Geldhauser, Bedienung durch Firma Sittenauer)
- 372 Geretsried – Beuerberg – Eurasburg – Wolfratshausen Bahnhof
- 373 Seeshaupt – Münsing – Wolfratshausen
- 373V Münsing, Am Kirchberg – Wolfratshausen – Geretsried
- 374 Penzberg – Beuerberg – Königsdorf – Wolfratshausen
- 375 Endlhausen – Egling – Wolfratshausen (Gemeinschaftslinie mit Firma Geldhauser, Bedienung durch Firma Geldhauser)
- 376 Bad Heilbrunn – Schönrain – Geretsried – Wolfratshausen
- 377 Bad Tölz – Ascholding – Egling – Wolfratshausen (Gemeinschaftslinie mit Firma Geldhauser, Bedienung durch RVO)
- 377V Egling – Wolfratshausen – Geretsried (Gemeinschaftslinie mit Firma Geldhauser, Bedienung durch RVO)
- 378 Geretsried, Stein – Am Stern – Johannisplatz – Lilienstraße – Gelting – Wolfratshausen
- 378V Geretsried, Stein – Schulzentrum – Wolfratshausen
- 379 Bad Tölz – Geretsried – Wolfratshausen
- 379V Wolfratshausen – Königsdorf (– Bad Tölz)
- 463 Landsham – Pliening – Markt Schwaben – Anzing – Zorneding
- 501 Gammelsdorf – Moosburg – Langenpreising – Wartenberg – Erding / K.-Aigner-Gymnasium (Gemeinschaftslinie mit DB Regio Bus Bayern, Bedienung durch RVO)
- 501V Moosburg – Wartenberg – Erding
- 502 Wartenberg – Langenpreising – Berglern – Erding / Korbinian-Aigner-Gymnasium
- 502V Mitterlern – Eichenkofen – Erding, K.-Aigner-Gymnasium
- 507 Markt Schwaben – Ottenhofen – Notzing – Erding
- 511 Erding – Notzing/Oberding – Schwaig – Freising, Berufsschule/Obervellacher Str. – Freising
- 511V Erding, Klinikum Nord – Berufsschule – Niederding – Schwaig
- 531 Erding – Klinikum Nord – Neuer Friedhof (Therme) – Moosinning – Eichenried – Ismaning
- 531V Moosinning – Erding (im Auftrag von DB Regio Bus Bayern)
- 680 Thann – Haag (Amper) – Moosburg (Gemeinschaftslinie mit DB Regio Bus Bayern und Bayernbus, Bedienung durch Boos)
- 681 Au, Hopfenhalle – Attenkirchen – Moosburg (Gemeinschaftslinie mit DB Regio Bus Bayern und Bayernbus, Bedienung durch RVO)
- 681V Attenkirchen – Moosburg (Gemeinschaftslinie mit DB Regio Bus Bayern und Bayernbus, Bedienung durch RVO)
- 682 Leitersdorf – Nandlstadt – Mauern – Moosburg (Gemeinschaftslinie mit DB Regio Bus Bayern und Bayernbus, Bedienung durch Hadersdorfer)
- 682V Au (Hallertau) – Moosburg (Gemeinschaftslinie mit DB Regio Bus Bayern und Bayernbus, Bedienung durch RVO und Stanglmeier)
- 683 Mainburg – Rudelzhausen – Hörgertshausen – Moosburg (Gemeinschaftslinie mit DB Regio Bus Bayern und Bayernbus, Bedienung durch RVO und Hadersdorfer)
- 683V Hörgertshausen – Moosburg (Gemeinschaftslinie mit DB Regio Bus Bayern und Bayernbus, Bedienung durch RVO und Hadersdorfer)
- 684 Tegernbach (Lkr.FS) – Nandlstadt – Bergen – Moosburg (Gemeinschaftslinie mit DB Regio Bus Bayern und Bayernbus, Bedienung durch Bayernbus)
- 691 Freising – Hallbergmoos – Neufahrn (Gemeinschaftslinie mit Stanglmeier und Bayernbus)
- 691V Freising – Hallbergmoos – Eching (Gemeinschaftslinie mit Stanglmeier und Bayernbus)
- 704 Lauterbach, Abzw. – Thalhausen – Kleinberghofen – Welshofen – Schwabhausen – Dachau (Gemeinschaftslinie mit Firma Geldhauser, Bedienung durch Firma Geldhauser)
- 706 (Klenau/Schiltberg –) Hilgertshausen – Markt Indersdorf – Dachau – Karlsfeld – Allach Ost/Vogelloh
- 721 Unterumbach – Odelzhausen – Dachau (Gemeinschaftslinie mit Firma Geldhauser, Bedienung durch Firma Geldhauser)
- 904 Starnberg Nord – Kloster Schäftlarn
- 951 Starnberg Nord – Andechs – Herrsching
- 958 Herrsching – Andechs – Machtlfing – Traubing – Tutzing
- 961 Starnberg Nord – Ammerland
- 974 Höhenrain – Berg – Icking – Kloster Schäftlarn
- 975 Starnberg – Berg – Wolfratshausen

## Landkreis Berchtesgadener Land
- 825 Oberteisendorf – Teisendorf – Saaldorf – Laufen
- 828 Bad Reichenhall – Unterjettenberg – Melleck Ortsmitte
- 829 Bad Reichenhall – Anger – Teisendorf – Rückstetten
- 836 Berchtesgaden – Marktschellenberg – Freilassing
- 837 Berchtesgaden – Maria Gern – Hintergern
- 838 Berchtesgaden – Dokumentation – Buchenhöhe – Christophorusschule
- 839 Ringlinie Berchtesgaden – Strub – Andreas-Fendt-Ring – Berchtesgaden
- 840 WatzmannExpress Berchtesgaden – Marktschellenberg – Salzburg (Gemeinschaftslinie mit Firma Albus Salzburg, Bedienung durch Firma Albus Salzburg)
- 841 Jennerbahn – Königssee – Berchtesgaden – Bischofswiesen – Bad Reichenhall
- 842 Königssee – Berchtesgaden – Oberschönau – Unterstein – Jennerbahn
- 843 Ringlinie Schönau
- 845 Ringlinie RamBus Ramsau
- 846 Berchtesgaden – Ramsau – Hintersee
- 847 AlmErlebnisBus Hintersee – Hirschbichl – Weißbach bei Lofer (- Saalfelden) (Gemeinschaftslinie mit ÖBB Postbus)
- 848 Berchtesgaden – Oberau – Mautstelle Nord – Rossfeld
- 849 Kehlsteinlinie Obersalzberg – Kehlsteinhaus (Sommer), (im Auftrag des Tourismusverbandes Berchtesgaden)
- 852 Freilassing – Saaldorf – Surheim – Laufen
- 853 Freilassing – Surheim – Saaldorf – Schign

## Südbayern

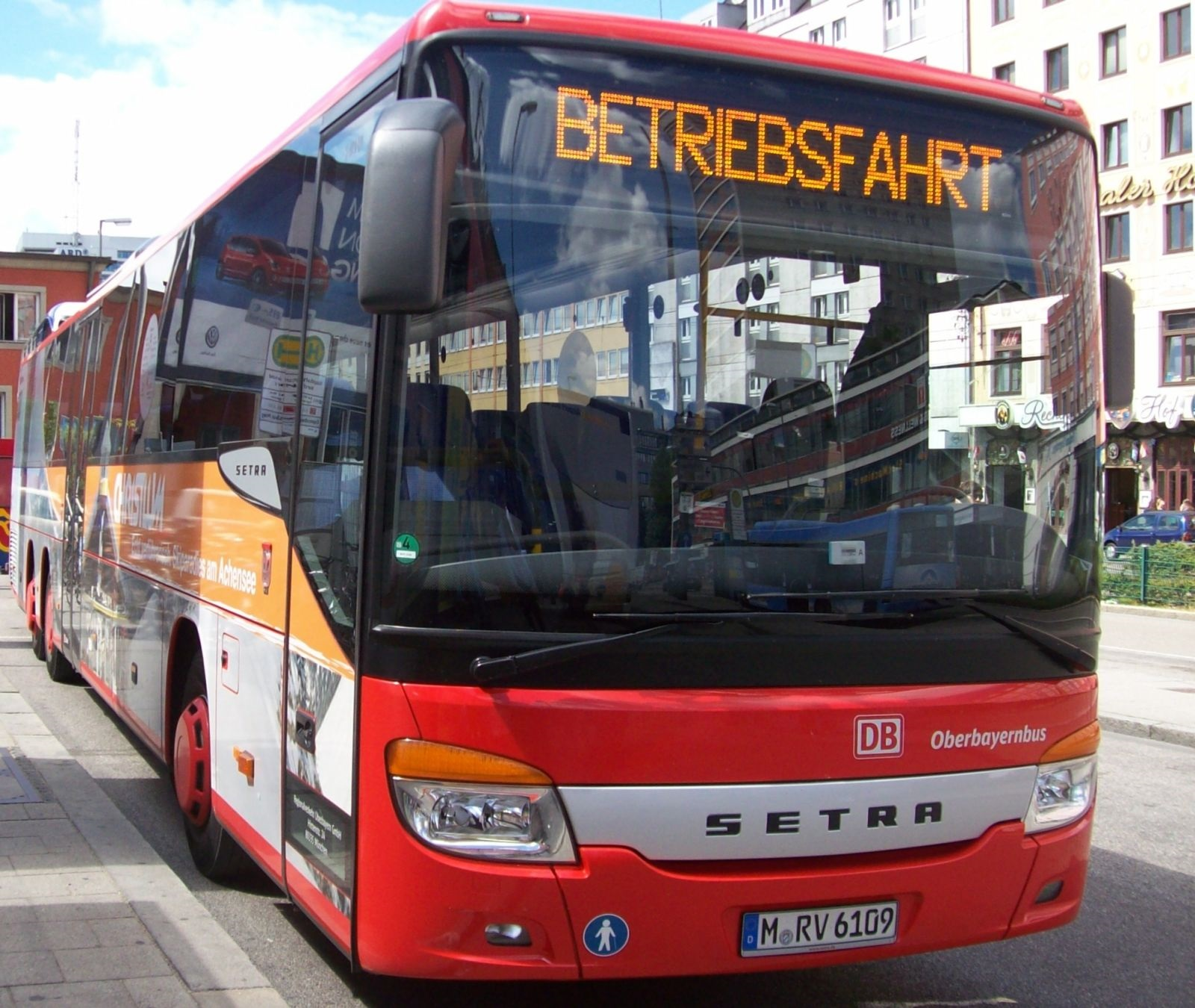
Bus der Linie 9551 im Jahr 2013 am Münchner Hauptbahnhof während einer Wendezeit

- 352 Ringlinie Miesbach – Fischbachau – Schliersee – Miesbach
- 353 Holzkirchen – Sachsenkam – Bad Tölz – Gaißach – Lenggries
- 354 Tegernsee – Gmund – Wall – Miesbach – Kreiskrankenhaus
- 355 Tegernsee – Gmund – Hausham – Schliersee – Fischbachau – Bayrischzell
- 356 Tegernsee – Rottach-Egern – Kreuth – Stuben
- 357 Tegernsee – Rottach-Egern – Bad Wiessee – Gmund – Waakirchen – Bad Tölz
- 357 Direktverbindung Bad Tölz – Miesbach
- 358 Tegernsee – Gmund – Hausham – Agatharied – Miesbach – Irschenberg
- 359 Ringlinie Tegernsee – Rottach-Egern – Bad Wiessee – Gmund – Tegernsee
- 360 Tegernsee – Rottach-Egern – Enterrottach – Monialm (Gemeinschaftslinie mit Brandstätter Omnibusunternehmen)
- 361 Holzkirchen – Weyarn – Miesbach – Kreiskrankenhaus – Schliersee
- 362 Schliersee – Neuhaus – Spitzingsee
- 363 Kleinhöhenkirchen – Weyarn – Wattersdorf – Miesbach
- 364 Bad Tölz – Wackersberg – Arzbach – Lenggries
- 364 Lenggries Bahnhof – Brauneckbahn
- 365 Valepp – Spitzingsee (Gemeinschaftslinie mit Brandstätter Omnibusunternehmen)
- 366 Tegernsee – Gmund – Warngau – Holzkirchen
- 367 Holzkirchen – Warngau – Wall – Miesbach
- 368 Holzkirchen – Otterfing – Dietramszell – Bad Tölz
- 369 Bergsteigerbus (Bad Tölz) – Lenggries – Eng/Tirol
- 390 Tegernsee – Rottach-Egern – Kreuth – Achenkirch – Maurach – Pertisau
- 391 Bad Tölz – Bad Heilbrunn – Penzberg
- 395 Lenggries – Jachenau

## Schulbus, Skibus, Werksverkehre
- 389 Skibus Rottach-Egern – Moni-Alm (Winter)
- 399 Skibus Lenggries (Winter)
- 2800 Schulbus Bockhorn
- 2801 Schulbus Erding Förderzentrum
- 2841 Schulbus Oberding
- 2914 Schulbus Rohrdorf – Halfing
- 2931 Schulbus Geiging – Raubling
- 2943 Schulbus Rohrdorf – Rosenheim
- 4186 Seefeld i.T. – Scharnitz – Mittenwald – Leutasch – Seefeld i.T.
- 4610 München Aidenbachstr. U – Penzberg Firma Roche (Berufsverkehr für Roche-Mitarbeiter)
- 4860 Skibus Spitzingsee (Winter)
- 9500 Skibus Reit im Winkl – Winklmoosalm (Winter)[5]

## Ortsbusseund Stadtverkehre
- 70 Stadtverkehr Füssen (Füssen-West)
- 290 Stadtbus Garching (Gemeinschaftslinie mit DB Regio Bus Bayern, Bedienung durch RVO)
- 290V Hochbrück, Jahnstr. – Prof.-Angermair-Ring (Gemeinschaftslinie mit DB Regio Bus Bayern, Bedienung durch RVO)
- 301 Stadtverkehr Wolfratshausen – Waldram – Wolfratshausen
- 302 Stadtverkehr Wolfratshausen – Farchet – Wolfratshausen
- 311 Bad Tölz, Stadtbus 1: Bahnhof – ZOB – Kurviertel – Oberfischbach
- 312 Bad Tölz, Stadtbus 2: Bahnhof – Flinthöhe – Karwendelsiedlung – ZOB
- 313 Bad Tölz, Stadtbus 3: Bahnhof – Friedhof – Farchet u.z.
- 431 Stadtbus Wasserburg (Betrieb durch Firma Hövels, Trostberg)
- 481 Ortsverkehr Prien
- 698 Ortsverkehr Hallbergmoos
- 893 Ortsbus Dießen – Obermühlhausen – Dettenhofen – Dettenschwang/Wengen – Dießen
- 901 Stadtverkehr Starnberg – Blumensiedlung – Hanfeld – Starnberg (Gemeinschaftslinie mit Firma Geldhauser, Bedienung durch Firma Geldhauser)
- 902 Stadtverkehr Starnberg Nord – Starnberg – Cappius – Söcking (Gemeinschaftslinie mit Firma Geldhauser, Bedienung durch Firma Geldhauser)
- 903 Stadtverkehr Starnberg – Auersberg – Ludwigshöhe – Starnberg u.z. (Gemeinschaftslinie mit Firma Geldhauser, Bedienung durch Firma Geldhauser)
- 905 Stadtverkehr Waldspielplatz – Starnberg – Starnberg Nord – Leutstetten (Gemeinschaftslinie mit Firma Geldhauser, Bedienung durch Firma Geldhauser)
- 911 Weilheim, Stadtbus 1: Bahnhof – Hallenbad – Ammerschule – Frühlingstraße – Bahnhof
- 912 Weilheim, Stadtbus 2: Bahnhof – Krankenhaus – Hardtschule – Friedhof – Bahnhof
- 913 Weilheim, Stadtbus 3: Bahnhof – Hallenbad – Prälatenweg – Weinhartstraße – Bahnhof
- 914 Weilheim, Stadtbus 4: Bahnhof – Einkaufspark – Unterhausen – Einkaufspark – Bahnhof
- 940 Penzberg, Stadtbus 1A: Bahnhof – Heiglhof – Steigenberg – Roche – Neue Heimat – Birkenstraße – Bahnhof
- 941 Penzberg, Stadtbus 1B: Bahnhof – Birkenstraße – Neue Heimat – Roche – Steigenberg – Heiglhof – Bahnhof
- 942 Penzberg, Stadtbus 2: Dittenried – Bahnhof – Freiheit – Maxkron
- 944 Penzberg, Stadtbus 4: Direktverbindungen Firma Roche
- 980 Stadtbus Schongau (Betrieb durch Firma Enzian-Bustouristik)
- 9000 Ortsbus Oberstdorf
- 9443 Stadtverkehr Traunstein

## Oberbayern
- 276 Aying – Feldkirchen – Bruckmühl – Götting – Bad Aibling
- 277 Bad Aibling – Bruckmühl – Feldkirchen – Aying/Holzolling
- 278 Bruckmühl – Oberholzham – Beyharting
- 336 Höhenmoos – Rohrdorf – Pfraundorf – Raubling – Brannenburg
- 337 (Achenmühle – Samerberg –) Nußdorf – Brannenburg (– Raubling)
- 338 Raubling – Brannenburg – Nußdorf – Windshausen (Bedienung durch Firma Margreiter, Nußdorf/Inn)
- 339 Winkl – Neuwöhr – Neubeuern – Raubling – Brannenburg
- 342 Rosenheim – Kolbermoor – Bad Aibling
- 343 Bad Aibling – Au – Bad Feilnbach
- 347 Raubling – Brannenburg – Flintsbach – Kiefersfelden (Bedienung durch Firma Margreiter, Nußdorf/Inn)
- 432 Rettenbach – Pfaffing – Edling – Wasserburg
- 434 Wasserburg – Schonstett/Amerang – Halfing – Bad Endorf
- 435 Rosenheim – Griesstätt/Schonstett – Wasserburg
- 436 Rosenheim – Rott am Inn – Pfaffing / Attel – Wasserburg
- 437 Wasserburg – Pfaffing – Steinhöring – Ebersberg – Grafing bei München
- 482 Sachrang – Aschau (Chiemgau) – Bernau – Felden
- 482 Niederndorf – Ebbs – Sachrang – Aschau (Chiemgau) – Bernau – Felden (Bedienung nur im Sommerhalbjahr)
- 488 Bad Endorf – Eggstätt – Prien
- 489 Riedering – Oberputting – Söllhuben – Zacking – Prien
- 490 Rosenheim – Raubling – Neubeuern – Nußdorf (- Windshausen)
- 491 Rosenheim – Prutting – Bad Endorf – Prien
- 492 Rosenheim – Prutting – Söchtenau – Halfing – Amerang
- 493 Rosenheim – Lauterbach – Törwang – Roßholzen
- 493 Wanderbus Samerberg Rosenheim – Lauterbach – Törwang via Hochriesbahn (Bedienung nur im Sommerhalbjahr)
- 494 Rosenheim – Thansau – Rohrdorf – Frasdorf – Prien
- 495 Rosenheim – Großkarolinenfeld – Tattenhausen (- Ostermünchen)
- 496 Rosenheim – Haidholzen – Riedering – Söllhuben – Aschau
- 497 Rosenheim – Stephanskirchen – Riedering – Moosen – Antwort – Prien
- 498 Rosenheim – Stephanskirchen – Baierbach – Rosenheim
- 9142 Traunstein – Traunreut
- 9242 Traunreut – Trostberg
- 9342 Trostberg – Garching
- 9403 Dorfen – Velden
- 9406 Schwindegg – Obertaufkirchen – Haag
- 9407 Taufkirchen (Vils) – Dorfen – Buchbach – Velden
- 9409 Dorfen – Haag – Wasserburg
- 9410 Gars – Haag – Hohenlinden – Forstinning – München Max-Weber-Platz
- 9411 Wasserburg – Soyen – Haag – [Isen] [Obernau]
- 9413 Waldhausen – Schnaitsee – Wasserburg
- 9436 Palling – Waging
- 9437 Traunreut – Kirchweidach
- 9438 Trostberg – Obing
- 9439 Traunstein – Kammer – Traunreut (Otting)
- 9440 Traunreut – Palling
- 9441 Trostberg – Wasserburg

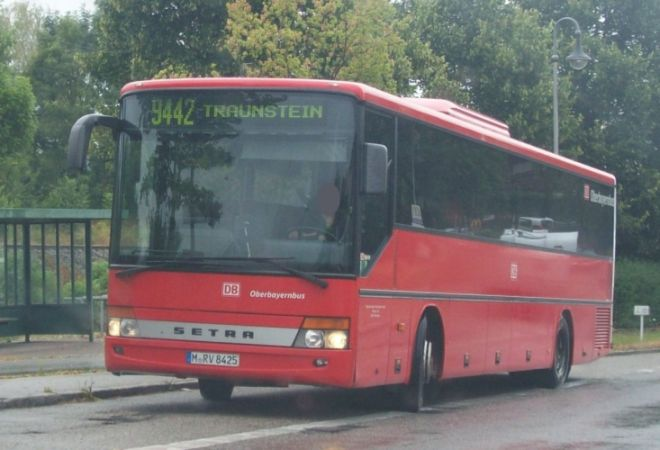
Bus der Linie 9442 im Jahr 2016. Die Linie 9442 wurde später aufgesplittet in die Linien 9142, 9242 und 9342

- 9442 Der schnelle Trostberger / Der schnelle Traunsteiner
- 9444 Traunstein – Peterskirchen
- 9445 Seeon – Truchtlaching
- 9455 Vario-Bus des Landkreises Traunstein
- 9480 Bürgerbus Amerang – Prien
- 9501 Ortsbus Reit im Winkl
- 9505 Reit im Winkl – Prien
- 9506 Reit im Winkl – Ruhpolding – Inzell
- 9507 Reit im Winkl – Winklmoos
- 9508 Siegsdorf – Marquartstein
- 9509 Traunstein – Reit im Winkl
- 9512 Traunstein – Ruhpolding
- 9513 Traunreut – Chieming
- 9514 Traunstein – Bergen
- 9515 Traunstein – Teisendorf – Freilassing
- 9518 Traunstein – Tittmoning (– Burghausen)
- 9519 (Traunstein) – Laufen
- 9520 Traunstein – Prien
- 9522 Traunstein – Schnaitsee
- 9523 Kienberg – Seeon (Traunstein)
- 9526 Traunstein – Bad Reichenhall
- 9535 Mozart-Express Reit im Winkl – Ruhpolding – Inzell – Bad Reichenhall – Salzburg
- 9586 Rad- und Wanderbus Chiemseeringlinie (nur in der Sommer-Saison)
- 94111 [Isen] [Oberornau] Haag – Soyen – Wasserburg
- 94112 [Isen] [Oberornau] Haag – Soyen – Wasserburg

## Nordtirol,Ammergau,Zugspitze
- 392 Bad Tölz – Bad Heilbrunn – Benediktbeuern – Kochel
- 394 Penzberg – Benediktbeuern – Kochel – Schlehdorf
- 891 Weilheim – Raisting – Dießen – Utting
- 931 Weilheim – Peißenberg – Böbing – Rottenbuch – Steingaden – Füssen
- 932 Weilheim – Marnbach – Eberfing – Weilheim
- 934 Weilheim – Obersöchering – Penzberg
- 935 Weilheim – Seeshaupt – Penzberg
- 936 Weilheim – Peißenberg – Hohenpeißenberg – Peiting – Schongau
- 937 Weilheim – Wielenbach – Wilzhofen – Tutzing
- 947 Penzberg – Iffeldorf – Antdorf – Habach – Sindelsdorf – Penzberg
- 948 Penzberg – Iffeldorf – Seeshaupt – Bernried – Tutzing
- 952 Weilheim – Wessobrunn – Rott – Reichling – Issing – Pürgen – Landsberg
- 953 Weilheim – Wielenbach – Wilzhofen – Pähl – Herrsching
- 984 Tauting – Huglfing – Peißenberg
- 987 Schongau – Altenstadt – Schwabsoien – Sachsenried – Schongau
- 989 Schongau – Altenstadt – Hohenfurch – Schongau

- 9601 Weilheim – Huglfing – Uffing – Murnau
- 9606 Garmisch-Partenkirchen – Oberammergau – Wieskirche – Steingaden – Füssen
- 9607 Murnau – Ohlstadt – Ettal
- 9608 Garmisch-Partenkirchen – Mittenwald – Wallgau – Walchensee – Kochel
- 9611 Kochel – Schlehdorf – Großweil – Ohlstadt – Murnau
- 9620 Murnau – Riegsee – Aidling – Murnau
- 9621 Murnau – Seehausen – Grafenaschau
- 9622 Oberammergau – Ettal – Schloss Linderhof
- 9631 Murnau – Obersöchering / Uffing – Eglfing
- 9641 Murnau – Seehausen – Uffing – Kirnberg
- 9648 Tante-Emma-Bus Wessobrunn – Forst – Peißenberg

## Oberallgäu
- 812 Landsberg – Fuchstal – Denklingen – Schongau
- 812V Landsberg – Fuchstal/Denklingen/Apfeldorf
- 981 Schongau – Bernbeuren – Lechbruck – Prem – Steingaden
- 982 Schongau – Peiting – Rottenbuch – Echelsbacher Brücke – Steingaden
- 9718 Füssen – Oberstdorf
- 9742/1 Oberstdorf – Söllereckbahn – Riezlern – Hirschegg – Mittelberg – Baad
- 9744 Oberstdorf – Breitachklamm – Tiefenbach – Obermaiselstein – Bolsterlang – Fischen – Langenwang – Oberstdorf
- 9745 Oberstdorf – Rubi – Reichenbach – Schöllang – Sonthofen
- 9746 Hittisau – Balderschwang – Obermaiselstein – Fischen – Oberstdorf
- 9747 Sonthofen – Ofterschwang – Bolsterlang
- 9748 Sonthofen – Bad Hindelang – Oberjoch – Tannheim – Reutte/Tirol
- 9749 Bad Hindelang – Bad Oberdorf – Hinterstein
- 9761/5 Unterwestegg – Riezlern – Ifen
- 9762 Oberstdorf – Renksteg – Skiflugschanze – Fellhornbahn – Birgsau
- 9767 Oberstdorf – Langenwang – Fischen – Sonthofen
- 9772/2 Egg – Riezlern Post – Innerschwande – Schwende
- 9773/3 Wäldele – Breitachbrücke – Hirschegg Walserhaus
- 9774/4 Mittelberg – Höfle
- 9779 Hinterstein – Giebelhaus
- 9781 Immenstadt – Rettenberg – Kranzegg – Vorderburg – Wertach – Unterjoch – Oberjoch
- 9782 Immenstadt – Diepolz – Missen – Seltmans – Weitnau
- 9783 Immenstadt – Stein – Bräunlings – Eckarts – Niedersonthofen
- 9784 Immenstadt – Untermaiselstein – Rettenberg – Wolfis
- 9785 Oy – Wertach

## Besondere Angebote und Linien

### Deutschlands höchste Buslinie: Kehlsteinlinie
Seit 1952 bedient DB Oberbayernbus die Linie 9549 von Obersalzberg zum Kehlsteinhaus. Mit Hilfe von Spezialbussen (größere Motorleistung, veränderte Getriebe und Retarder) werden auf ihr während der Sommermonate Mai bis Oktober über 250.000 Fahrgäste befördert. Mit 1696 m ü. NHN ist der Bergparkplatz am Kehlsteinhaus die höchstgelegene Bushaltestelle Deutschlands.

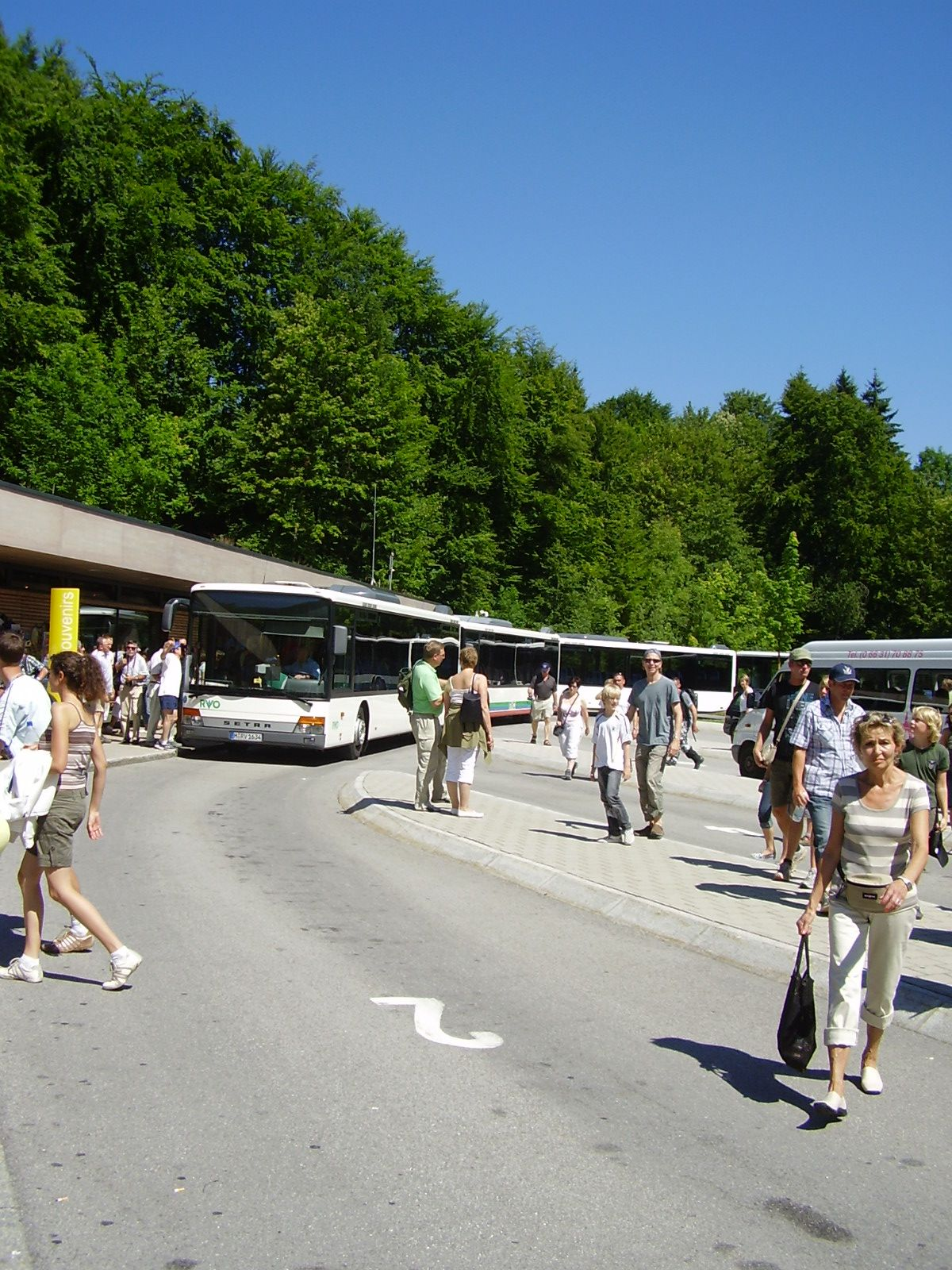
Busparkplatz am Dokumentationszentrum Obersalzberg (Abfahrt zum Kehlsteinhaus) im Jahr 2007

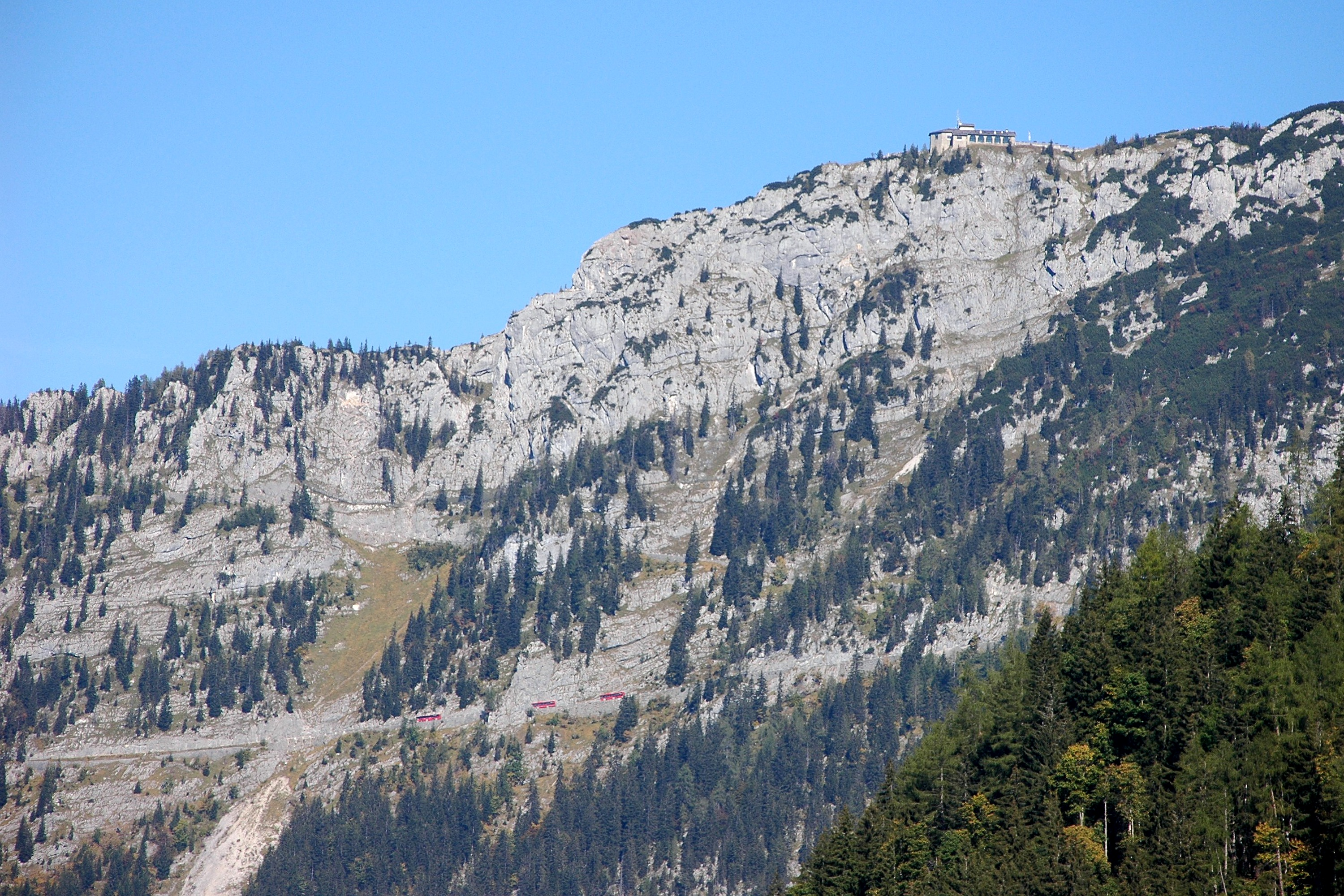
Drei Busse auf der Kehlsteinstraße

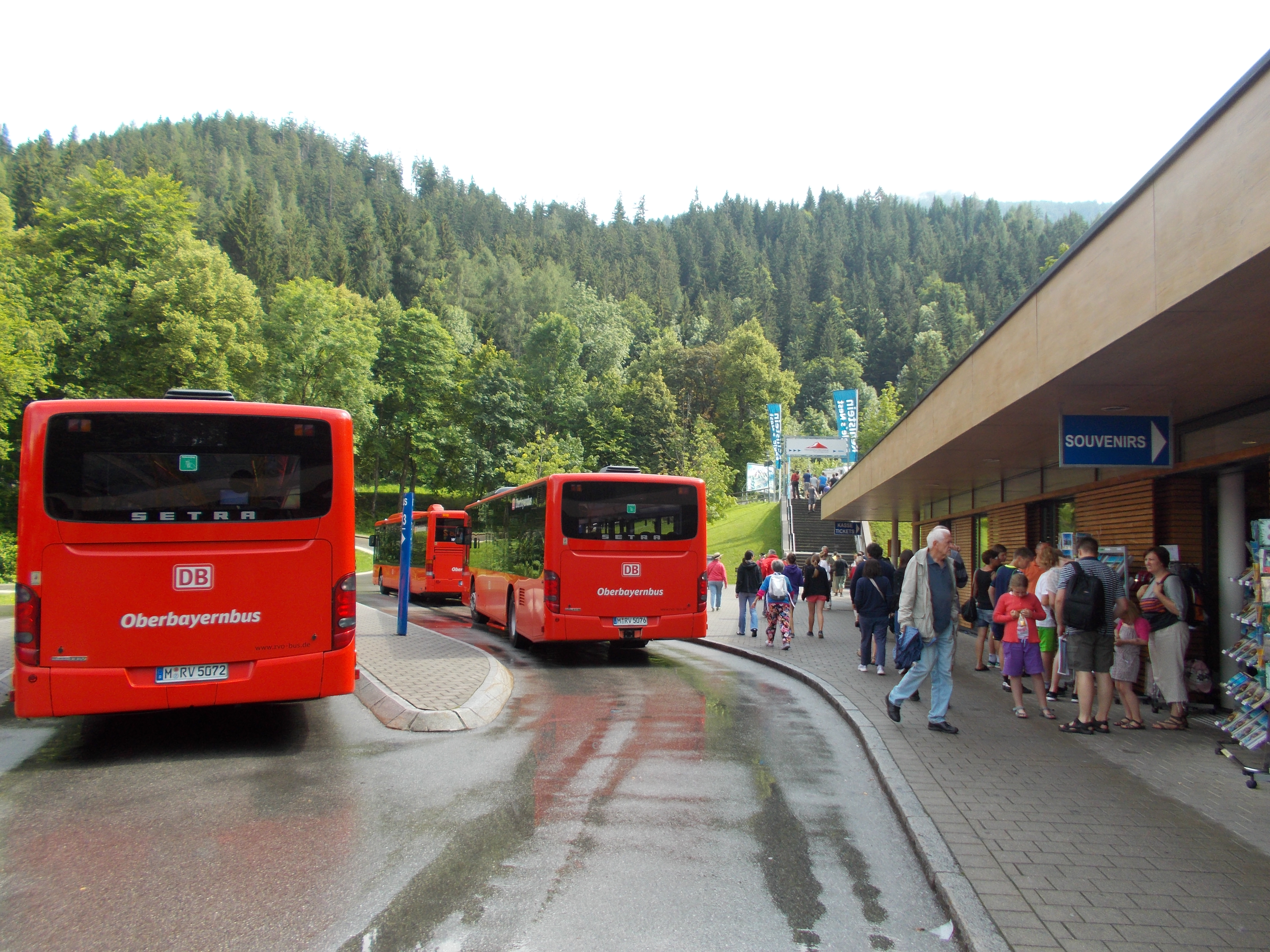
Busparkplatz am Dokumentationszentrum Obersalzberg (Abfahrt zum Kehlsteinhaus) im Jahr 2017

### Deutschlands erste Kraftpostlinie: Bad Tölz – Lenggries
Bereits seit 1905 wird die Buslinie Bad Tölz – Lenggries durchgängig durch die Post und dann als Nachfolger durch DB Oberbayernbus bis zum heutigen Tag betrieben.

### Ortsverkehr Oberstdorf
Im Jahr 1992 ging im Rahmen des Projektes „Autofreies Oberstdorf“ die erste dauerhaft betriebene Elektrobuslinie Deutschlands bei der Tochtergesellschaft Regionalverkehr Allgäu in Betrieb. Für fünf Jahre wurden im Rahmen eines Forschungsprojekts Neoplan Metroliner MIC der Firma Auwärter zwischen den Auffangparkplätzen und dem Ortskern eingesetzt. In den Fahrzeugen kamen Nickel-Cadmium-Batterien zum Einsatz. Nach Abschluss der Testphase wurden die Batteriebusse 1997 gegen Hybridbusse getauscht.

### Tante-Emma-Bus
In Peißenberg wird ein Tante-Emma-Bus angeboten, der speziell für den Einkaufsverkehr gedacht ist und nur dienstags verkehrt.

### „allgäumobil“
Die Tochtergesellschaft Regionalverkehr Allgäu bietet für Inhaber der Gästekarte sowie der KönigsCard die Nutzung des ÖPNV kostenlos an.

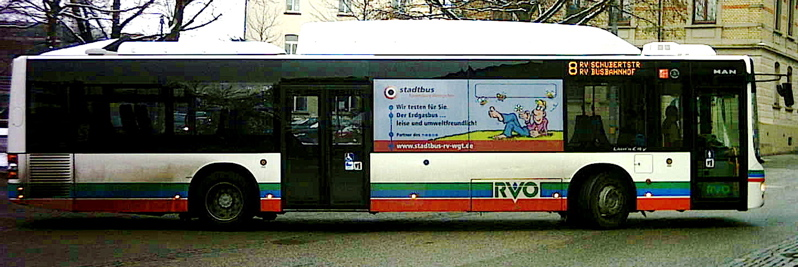
DB Oberbayernbus-Erdgasbus von MAN

### Stadt- und Ortsverkehr
Weitere Linien stehen im Absatz oben.
- Stadtbus Füssen (RVA)
- Ortsbus Oberstdorf (im Auftrag der Gemeindewerke Oberstdorf; RVA)
- Ortsbus Pfronten
- Stadtbus Penzberg
- Stadtbus Bad Tölz
- Ortsbus Prien am Chiemsee
- Stadtbus Traunstein
- Ortsbus Reit im Winkl

### Bedarfsverkehr
- ROSI – mobil am Chiemsee (OnDemand Verkehr, in Kooperation mit ioki)
- Filzenbus (Linie 9423)
- Rufbus Ainring

### Skibusse
Bei geeigneter Schneelage werden im Winter in den Skigebieten Zugspitze, Spitzingsee-Tegernsee, Brauneck und Winklmoosalm-Steinplatte Skibusse angeboten.

### Linienverkehr nach bzw. in Österreich

#### Vorarlberg
- Bregenzerwald
  - 9746 Oberstdorf – Hittisau
- Kleinwalsertal
  - 9742/1 Oberstdorf – Baad
  - 9761/5 Unterwestegg – Riezlern – Ifen
  - 9772/2 Egg – Riezlern – Innerschwande – Schwende
  - 9773/3 Wäldele – Breitachbrücke – Hirschegg
  - 9774/4 Mittelberg – Höfle

#### Tirol
- 74 Füssen – Reutte
- 350 Tegernsee – Pertisau
- 369 (Bad Tölz) – Lenggries – Eng
- 482 Niederndorf – Ebbs – Sachrang – Aschau (Chiemgau) – Bernau – Felden (Bedienung nur im Sommerhalbjahr)
- 847 Hintersee – Weißbach (Kooperationslinie DB Oberbayernbus/ÖBB-Postbus GmbH)
- 4186 Mittenwald – Seefeld (Kooperationslinie DB Oberbayernbus/ÖBB-Postbus GmbH)
- 9509 Reit im Winkl – Traunstein (führt über Kössen)
- 9748 Sonthofen – Reutte (Kooperationslinie RVA/ÖBB-Postbus GmbH)

#### Salzburg
- 836 Berchtesgaden – Grödig – Freilassing
- 840 Berchtesgaden – Salzburg (Kooperationslinie DB Oberbayernbus/Albus)
- 9535 Reit im Winkl – Salzburg

## Struktur
- Zentrale in Ingolstadt
- Tochtergesellschaft Regionalverkehr Allgäu GmbH, Sitz Oberstdorf
  - Betrieb Oberstdorf
  - Betrieb Füssen
- Niederlassung West, Sitz Weilheim
  - Betrieb Weilheim
  - Betrieb Garmisch-Partenkirchen
- Niederlassung Oberland, Sitz Tegernsee
  - Betrieb Bad Tölz
  - Betrieb Tegernsee
- Niederlassung MVV, Sitz München
  - Betrieb Erding
  - Betrieb Wolfratshausen
- Niederlassung Berchtesgaden-Traunstein, Sitz Traunstein
  - Betrieb Traunstein
    - Stützpunkt Reit im Winkl

  - Betrieb Berchtesgaden
- Niederlassung Rosenheim, Sitz Rosenheim
  - Betrieb Rosenheim

## Projekte
Zusammen mit dem Gymnasium Icking, der S-Bahn München und dem Bundesgrenzschutz wurde in Icking das Projekt „Fahrzeugbegleiter“ begonnen, das die schülerbedingten Schäden in den Bussen von RVO eindämmen soll. Für Schüler wurden „Schulbustrainings“ angeboten, an denen nach Angaben von RVO im Jahr 2005 1500 Schüler teilnahmen.